# Международный торговый центр (Чжуншань)
Международный торговый центр (International Trade Center, 利和中心) — сверхвысокий небоскрёб, расположенный в китайском городе Чжуншань. Построен в 2019 году в стиле модернизма, на начало 2021 года являлся самым высоким зданием города, 82-м по высоте зданием Китая, 96-м — Азии и 162-м — мира. 305-метровая башня Международного торгового центра имеет 65 наземных этажей; в небоскрёбе размещаются офисы, гостиничные номера и подземный паркинг.
Верхнюю часть Международного торгового центра занимает пятизвёздочный отель The Westin. В состав комплекса, кроме офисно-гостиничной башни, входят многоуровневый торговый центр и несколько жилых башен. Рядом с небоскрёбом расположены большие выставочные центры — Lihe Lighting Expo Center и Guzhen Convention and Exhibition Center.  

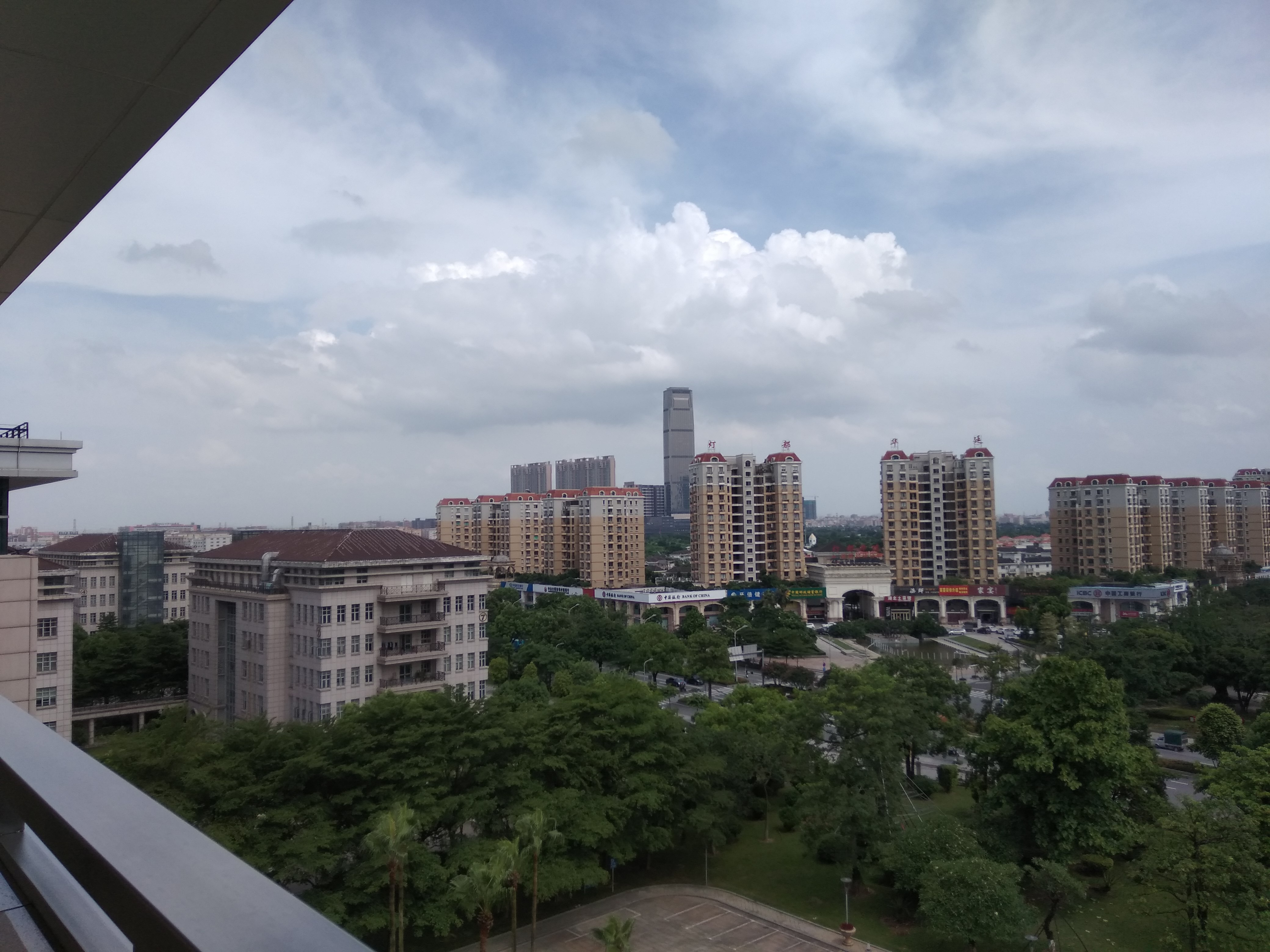